# Los Lobos Rugby Club
El Los Lobos Rugby Club  es un club de rugby de Chile con sede en la ciudad de Puerto Montt. Su clásico rival corresponde a Club de Rugby Jabalíes de Puerto Varas.

## Historia
Fundado el 24 de junio de 1985. El año 2005 es uno de los equipos fundadores de la Asociación de Rugby del Sur (ARUS), que abarca a los equipos de rugby competitivo en las regiones de los Ríos, y Los Lagos.
Dando sus primeros pasos en 1983 por un grupo de jugadores que participaban del Club de Rodeo Puerto Varas, con Héctor Merino como su primer presidente, estos hombres se unieron poniéndose a sí mismos la misión de difundir el rugby, pensando sobre todo en que en esa época el sur tenía muy pocos representantes, centrados principalmente en Valdivia, a más de 200 kilómetros de Puerto Montt. No fue hasta el 24 de junio de 1985 en que se constituyeron de forma legal, ante el notario público don Heriberto Barrientos Bahamonde, documento extraviado en su original pero que fue protocolizado exactamente un año después ante el mismo notario con el objeto de dar fecha cierta. Hoy los Lobos ya tenemos 40 años de existencia.

## Palmarés

### Torneos nacionales
- Torneo Nacional de Veteranos (1): 2005[4]

### Torneos regionales
- Liga  ARUS (7): Apertura 2007, Clausura 2007, Apertura 2008, Clausura 2008, Apertura 2009, Clausura 2010, Clausura 2015.